# 클라우스 알로프스
클라우스 알로프스(독일어: Klaus Allofs, 1956년 5월 12일 ~ )는 독일의 은퇴한 축구 선수로, 포지션은 스트라이커였다. 현재 포르투나 뒤셀도르프의 단장이다.

## 경력
알로프스는 1975년, 포르투나 뒤셀도르프에서 선수 생활을 시작하였다. 공격형 미드필더로 출발하였으며, 동생 토마스 (Thomas Allofs) 와 활약하며 클럽의 두 번 연속 DFB-포칼 우승에 공헌하였다. 1978-79 시즌 독일 분데스리가 최다 득점자가 되었고, 1978-79 시즌 유로피언 컵 위너스 컵에서는 결승전에 진출해, 그 경기에서 선제골을 넣었으나, 팀은 연장전 끝에 FC 바르셀로나에게 패하였다.
1981년 1. FC 쾰른으로 이적하였으며, 이곳에서도 우수한 득점력을 보여주었다. 1985-86 시즌 UEFA컵에서는 결승전에 진출해 레알 마드리드를 상대로 1승 1패를 거뒀으나, 1·2차전 합계에서 밀려 준우승에 머물렀다. 1987년부터 1989년까지 올랭피크 드 마르세유에서 53경기에 나서 20골, 1989년부터 1990년까지 지롱댕 드 보르도에서 37경기 14골을 기록하였으며, 1990년 베르더 브레멘으로 이적해 78경기에서 18골을 기록하고 1993년 선수 생활을 마쳤다.
서독 축구 국가대표팀에서는 1978년 프라하에서 열린 체코슬로바키아 전에서 대표팀 데뷔전을 장식하였다. 서독의 UEFA 유로 1980 우승, 1986년 FIFA 월드컵 준우승에 공헌하였으며, 1988년 스웨덴과의 경기를 마지막으로 은퇴하였다. 1978년부터 1988년까지 10년 동안 56경기에서 17골을 기록하였다. 선수 은퇴 후인 1999년, 포르투나 뒤셀도르프 감독을 단기간 맡은 뒤, 베르더 브레멘의 스포츠 디렉터를 맡았으며, 현재 VfL 볼프스부르크의 단장을 맡고 있다.

## 여담
동생 토마스 알로프스 (Thomas Allofs) 역시 축구 선수로 활동하였다.

## 수상 경력

### 클럽
- 분데스리가 : 1992–93
- DFB 포칼 : 1978–79, 1979–80, 1982–83, 1990–91
- 리그 1 : 1988–89
- 쿠프 드 프랑스 : 1988–89
- UEFA컵 위너스컵 : 1991–92, 준우승 (1978–79)
- UEFA컵 준우승 : 1985–86

### 국가대표
- UEFA 유로 : 1980
- FIFA 월드컵 준우승 : 1986

### 개인
- 분데스리가 득점왕 : 1978–79, 1984–85
- 키커 올해의 팀 : 1978–79, 1984–85, 1990–91
- UEFA컵 득점왕 : 1985–86
- UEFA 유로 득점왕 : 1980

| 이전 디터 뮐러 | 제6대 UEFA 유럽 축구 선수권 대회 득점왕 1980년 | 다음 미셸 플라티니 |